# يوري كارميان
يوري كارميان هو لاعب كرة قدم ومدرب كرة قدم روسي، ولد في 15 مارس 1947.